# Lípa republiky (Dolní Měcholupy)
Lípa republiky v Dolních Měcholupech v Praze je významný strom, který roste při ulici Kutnohorská poblíž zastávky MHD Dolní Měcholupy.

## Popis
Lípa roste na zatravněné ploše v parku u kaple. Obvod kmene má 59 cm, výška není uvedena (r. 2015). V databázi významných stromů Prahy je zapsaná od roku 2013.

## Historie
Lípa svobody byla vysazena 28. října 1998 na připomínku 80. výročí vzniku Československé republiky. Při oslavách Dne české státnosti ji zasadili tehdejší primátor hlavního města Prahy RNDr. Jan Koukal a starosta Městské části Praha – Dolní Měcholupy Ing. Karel Hagel.